# Roberto Bianchi Peliser
Roberto Bianchi Peliser (Brasil, 6 de noviembre de 1966) es exjugador y entrenador hispano-brasileño de fútbol que actualmente está sin equipo.

## Trayectoria como jugador
Antes de comenzar su carrera como entrenador jugó como defensa central en varios equipos de la Región de Murcia, entre ellos el Caravaca, el Calasparra o el Bullense, también ha jugado en la liga China (Beijing Guoan FC) y liga Brasileña (Guarani FC,Portuguesa de Desportos, Sao Bento de Sorocaba,Vocem de Assis y Naviraiense. Se caracterizaba por ser un jugador que casi nunca perdía la concentración en su faceta defensiva, carácter que siempre ha transmitido a sus equipos.

## Trayectoria como entrenador
Desde 2004 hasta 2010 vivió una época como entrenador en España. Tras fijar su residencia en Bullas, sus mejores resultados fueron como técnico del CF Ciudad de Murcia B, primero con varios ascensos desde categorías autonómicas y más tarde con el CF Atlético Ciudad, (sustituto del desaparecido Club de Fútbol Ciudad de Murcia), debido al ascenso que cosechó el equipo desde Tercera División a Segunda División B y la siguiente temporada en el Grupo IV de Segunda División B.
El 1 de diciembre de 2009 es nombrado como nuevo entrenador del Zamora Club de Fútbol. El 23 de agosto de 2010 ficha por el Lorca Deportiva CF de Tercera División donde realiza una buena temporada hasta la retirada del equipo de la competición en octubre de 2010.
En noviembre de 2010 firma con el Batavia Persitara de la Liga Indonesia. En noviembre de 2011 firma con el Pro Duta FC- Indonesia / Medan. En febrero de 2015 firma con el Shabab Al Ordon de la primera división de Jordania.
En 2016, se convierte en entrenador del Atlético Petróleos de Luanda, donde consiguió ser subcampeón de la Girabola, realizando una gran trabajo en su primera temporada al frente del equipo.
En marzo de 2017, Beto Bianchi se convierte en el nuevo seleccionador de Angola, firmando un contrato hasta 2019 y cuya dirección compaginará con la de entrenar al Atlético Petróleos de Luanda, un histórico club del país africano.
En marzo de 2019 es destituido como entrenador del Atlético Petróleos de Luanda y es sustituido por Toni Cosano,  después de caer eliminado en la primera fase de la Copa Confederación.
En julio de 2020, se convierte en entrenador del Kazma SC de la Liga Premier de Kuwait, al que dirigiría hasta el 30 de junio de 2021.
El 10 de agosto de 2021, firma por el Grupo Desportivo Interclube de la Girabola, la máxima categoría del fútbol profesional en Angola, en sustitución del portugués Ivo Campos. Beto dirige al conjunto angoleño hasta el 31 de diciembre de 2012.
El 10 de enero de 2023, firma por el Vipers SC de la Liga Premier de Uganda, al que dirige durante 3 meses.

## Clubes como entrenador
| Equipo                       | País      | Año       |
| ---------------------------- | --------- | --------- |
| CF Ciudad de Murcia B        | España    | 2004-2007 |
| CF Atlético Ciudad           | España    | 2007-2009 |
| Zamora CF                    | España    | 2009-2010 |
| Lorca Deportiva CF           | España    | 2010      |
| Batavia Persitara            | Indonesia | 2011      |
| Shabab Al Ordon              | Jordania  | 2015      |
| Atlético Petróleos de Luanda | Angola    | 2016-2017 |
| Selección de Angola          | Angola    | 2017      |
| Atlético Petróleos de Luanda | Angola    | 2017-2019 |
| Kazma SC                     | Kuwait    | 2020-2021 |
| Grupo Desportivo Interclube  | Angola    | 2021-2022 |
| Vipers SC                    | Uganda    | 2023      |